# Loranthus
Loranthus är ett släkte av tvåhjärtbladiga växter. Loranthus ingår i familjen Loranthaceae.
Kladogram enligt Catalogue of Life:
| Loranthus | \| \| Loranthus europaeus \| \| \| \| \| \| Loranthus guizhouensis \| \| \| \| |
|           | \| \| Loranthus europaeus \| \| \| \| \| \| Loranthus guizhouensis \| \| \| \| |
|           | Loranthus europaeus                                                            |
|           |                                                                                |
|           | Loranthus guizhouensis                                                         |
|           |                                                                                |